# Reidar Ekner
Reidar Ekner, född 25 juli 1929 i Gävle, död 5 juli 2014 i Telemark i Norge, var en svensk författare, översättare och litteraturvetare. Han är kanske mest känd för boken Efter flera tusen rad (1974), som handlar om dottern Torun och hennes cancersjukdom. Den översattes till flera språk. 
Ekner debuterade som poet 1960 med samlingen Etnografika. Hans doktorsavhandling 1962 behandlade Hans Larssons syn på poesi. Efter den blev Ekner docent i litteraturhistoria med poetik vid Stockholms universitet. Han var litteraturkritiker i Göteborgs Handels- och Sjöfartstidning 1958–1973 och översatte många böcker, såväl poesi – bland annat Gary Snyder, Sigbjörn Obstfelder och Denise Levertov – som prosa, till exempel Herman Melville, Djuna Barnes och D. H. Lawrence. Ekner var också styrelseledamot i Svenska Översättarförbundet från 1962 och gästprofessor vid universitetet i Kalifornien, Berkeley 1970.
Han var en pionjär när han 1953 tog över kursen ”Skriv vad du vill” inom kursverksamheten vid Stockholms högskola. Bland deltagarna fanns Sonja Åkesson, P.C. Jersild, Lennart Engström, Bo Holmberg, Kaj Henmark, Sven Wernström, Siv Widerberg, Ingegärd Martinell, Heidi von Born, Barbro Törnroos och Ulf Ulfvarson.
Ekner hörde till Gunnar Ekelöfs vänner och skrev ofta om dennes författarskap. 1967 publicerade han I den havandes liv, en samling med essäer om Ekelöf och 1970 utgav han en bibliografi över författarskapet. Mellan åren 1991 och 1993 redigerade Ekner Ekelöfs skrifter i åtta band. Han var också aktiv i Gunnar Ekelöf-sällskapet. Det har sagts att ingen kunde mer om Ekelöf än Ekner.
Åren 1973–1999 drev han också förlaget Arkturus, som förutom skrifter och översättningar av Ekner (listade i bibliografin nedan) även gav ut Christian Stannow, Rönnog Seaberg, Gary Snyder (i översättning av Thomas Gartz), Elin Wägner och William Pitt Root.
Ekner var sedan 1994 gift med den norska författaren Eldrid Lunden och efter 1997 bosatt i Bø i Telemark i Norge.